# Jeanne Ambroise de Sapinaud de Boishuguet
Pour les autres membres de la famille, voir Famille Sapinaud.
Jeanne Michelle Ambroise de Sapinaud de Boishuguet, née Talour de La Cartrie à Angers le 17 août 1736 et morte à La Verrie le 1er mai 1820,, est une figure de la guerre de Vendée connue pour la publication de mémoires sous le nom de Madame de Sapinaud. 

## Biographie

### Famille
Jeanne de Sapinaud est la fille de Guy Barthélemy Talour de la Cartrie et de Jeanne Ollivier. Au XVIIIe siècle, ses parents habitent le château de la Villenière à la Pouëze.  Ils eurent 14 enfants, dont :
- Toussaint Ambroise Talour de la Cartrie qui épousa Michelle Anne de L’Étoile, sa cousine ;
- Céleste Julie Michèle Talour de la Cartrie, amazone vendéenne

Elle est baptisée le 18 août 1736 à Angers.
Jeanne de Sapinaud marie Jean-Félix Prosper Sapinaud de Bois Huguet, frère de Louis Célestin Sapinaud de la Verrie le 14 février 1764.
Ils ont trois enfants:
- Charlotte-Ambroise-Barthélémy (1765-1793 /1794)
- Jean de Sapinaud de Boishuguet (1766-1844) [4]
- Louis-Joseph-Aimé-Jules (1770-1817).

### Guerre de Vendée
Elle est témoin du massacre de La Gaubretière le 27 février 1794 qu'elle décrit ainsi:

« Les Bleus vinrent à Saint-Laurent où ils commirent mille horreurs. Je les entendis passer plusieurs fois devant la maison où j'étais cachée ; [...] il me semblait les voir le sabre levé, prêts à me tuer, comme ils avaient faits quelques jours auparavant à Mme de la Touche, à la Graubetière. Les ayant entendus arriver, elle se hâta de descendre dans la cour avec une bouteille de vin, croyant les attendrir par la politesse ; le premier Bleu qui entra la tua. Sa tête roula dans un bassin plein d'eau. Les derniers jours de janvier nous entendîmes crier : « Voilà les Bleus ! ». J'étais chez Perrine, elle me dit : « Je vais voir s'il y en a beaucoup. Eh ! mon Dieu, lui dis-je, restez donc, il y en aura toujours assez pour vous faire périr ! ». J'étais tout en guenilles, j'avais une vieille coiffe de laine qui était toute jaune. [...] Les larmes que je ne cessais de répandre depuis quatre mois m'avaient tellement changée, que j'étais méconnaissable. Comme je sortais quatre Bleus entrèrent. Je fus saisie : « Restez, bonne femme, me dirent-ils ; vous avez l'air bien malade ! » Je m'assis sur une pierre devant la porte et je vis entrer successivement seize soldats. Je m'arrêtai à regarder ces misérables dont l'aspect effrayait tout le monde. Il y avait parmi eux beaucoup d'Allemands. »

Les premiers textes publiés sur la guerre de Vendée sont les mémoires d'acteurs, royalistes, tels que Madame de Sapinaud, et républicains. La publication en 1814 des Mémoires de Madame de la Rochejaquelein, veuve de l’un des chefs vendéens représente le premier texte significatif issu du côté royaliste. Suivet ensuite en1820 les Mémoires de Mme de Sapinaud, publiées à titre posthume par Jean de Sapinaud, son fils. Elle apparait comme une figure de la résistance vendéenne mais le rôle des femmes tend à être stéréotypés  dans la littérature de la guerre de Vendée à cette époque. Ses Mémoires traitent davantage de la vie des chefs vendéens de sa famille que de sa propre experience cependant elle décrit également des femmes victimes.
Elle est enterrée à Mortagne-sur-Sèvre en présence de Charle Sapinaud de la Rairie,.

## Œuvres
- Jeanne Ambroise de Sapinaud de Boishuguet, Mémoires sur la Vendée, comprenant les Mémoires inédits d’un ancien administrateur militaire des armées républicaines et ceux de Mme de Sapinaud..., Paris, Éd. Baudouin frères, coll. « Collection des mémoires relatifs à la Révolution française », 1823 (lire en ligne). — L’« administrateur militaire » cité dans le titre est Pierre Durand. — Rééd. en 1824 (Paris, Éd. Audin) sous le titre : Mémoires de madame de Sapinaud sur la Vendée (lire en ligne). Cette rééd. contient en plus : Voyage fait dans la Vendée en 1820, par Jean de Sapinaud de Boishuguet.

## Pour approfondir